# Saint-Michel-de-Villadeix
Saint-Michel-de-Villadeix – miejscowość i gmina we Francji, w regionie Nowa Akwitania, w departamencie Dordogne.
Według danych na rok 1990 gminę zamieszkiwało 258 osób, a gęstość zaludnienia wynosiła 18 osób/km² (wśród 2290 gmin Akwitanii Saint-Michel-de-Villadeix plasuje się na 921. miejscu pod względem liczby ludności, natomiast pod względem powierzchni na miejscu 796.).